# Ungarns premierministre
Dette er en liste over Ungarns premierministre:

## Ungarns premierministre, 1848-1849
- Greve Lajos Batthyány 1848
- Baron Ádám Récsey 1848
- Lajos Kossuth 1849
- Bertalan Szemere 1849

## Ungarns premierministre, 1867-

### Kongedømmet Ungarn (del af dobbeltmonarkiet Østrig-Ungarn)
- Greve Gyula Andrássy 1867–1871
- Greve Menyhért Lónyay 1871–1872
- József Szlávy 1872–1874
- István Bittó 1874–1875
- Baron Béla Wenckheim 1875
- Kálmán Tisza 1875–1890
- Greve Gyula Szapáry 1890–1892
- Sándor Wekerle 1892–1895
- Baron Dezső Bánffy 1895–1899
- Kálmán Széll 1899–1903
- Greve Károly Khuen-Héderváry 1903
- Greve István Tisza 1903–1905
- Baron Géza Fejérváry 1905–1906
- Sándor Wekerle 1906–1910
- Greve Károly Khuen-Héderváry 1910–1912
- László Lukács 1912–1913
- Greve István Tisza 1913–1917
- Greve Móric Esterházy 1917
- Sándor Wekerle 1917–1918
- Greve János Hadik 1918

### Den ungarske demokratiske republik
- Greve Mihály Károlyi 1918–1919
- Dénes Berinkey 1919

### Den ungarske sovjetrepublik
- Sándor Garbai 1919
- Gyula Peidl 1919

### De kontrarevolutionære styrker
- Greve Gyula Károlyi 1919
- Dezső Pattantyús-Ábrahám 1919

### Den rumænske okkupation
- István Friedrich 1919
- Károly Huszár 1919–1920

### Kongedømmet Ungarn
- Sándor Simonyi-Semadam 1920
- Greve Pál Teleki 1920–1921
- Greve István Bethlen 1921–1931
- Greve Gyula Károlyi 1931–1932
- Gyula Gömbös 1932–1936
- Kálmán Darányi 1936–1938
- Béla Imrédy 1938–1939
- Greve Pál Teleki 1939 1941
- László Bárdossy 1941–1942
- Miklós Kállay 1942–1944
- Döme Sztójay 1944
- Géza Lakatos 1944
- Ferenc Szálasi 1944–1945

### Den sovjet-støttede midlertidige regering
- Béla Miklós 1944–1945
- Zoltán Tildy 1945–1946

### Den anden republik
- Mátyás Rákosi 1946
- Ferenc Nagy 1946–1947
- Lajos Dinnyés 1947–1948
- István Dobi 1948–1949

### Folkerepublikken Ungarn
- István Dobi 1949–1952
- Mátyás Rákosi 1952–1953
- Imre Nagy 1953–1955
- András Hegedűs 1955–1956
- Imre Nagy 1956
- János Kádár 1956–1958
- Ferenc Münnich 1958–1961
- János Kádár 1961 – 30. juni 1965
- Gyula Kállai 1965–1967
- Jenő Fock 1967–1975
- György Lázár 1975–1987
- Károly Grósz 1987–1988
- Miklós Németh 1988–1989

### Republikken Ungarn
- Miklós Németh 1989–1990
- József Antall 1990–1993
- Péter Boross 1993–1994
- Gyula Horn 1994–1998
- Viktor Orbán 1998–2002
- Péter Medgyessy 2002–2004
- Ferenc Gyurcsány 2004–2009
- Gordon Bajnai 2009–2010
- Viktor Orbán 2010 – 2011

### Ungarn
- Viktor Orbán 2012 –